# Royal Daring Club Molenbeek
Royal Daring Club Molenbeek var en fotbollsklubb i Bryssel som existerade 1895-1973. Den grundades som Daring Club de Bruxelles och var den andra klubben som registrerades i Belgien. 
Royal Daring vann den belgiska ligan första gången 1912 och 1914 och 1921. Under 1930-talet vann man återigen 1936 och 1937. 1935 tog man sin enda belgiska cuptitel. Den svenska landslagsmittfältaren Ingvar Svahn spelade i klubben 1968-1970.
1973 slogs Royal Daring ihop med klubben Royal Racing White för att bilda RWD Molenbeek.